# Никонов, Иван Иванович
Иван Иванович Никонов (24 сентября 1923 года — 21 августа 1982 года) — командир отделения 9-й отдельной моторизованной разведывательной роты (53-я армия, 2-й Украинский фронт) старшина, участник Великой Отечественной войны, кавалер ордена Славы трёх степеней.

## Биография

### Ранняя биография
Родился 24 сентября 1923 года в станице Новолеушковская ныне Павловского района Краснодарского края в семье крестьянина. Русский.
В 1938 году окончил 7 классов. Работал трактористом в колхозе им. Шевченко. В 1940 году окончил Армавирскую школу ФЗО. 

### В Великую Отечественную войну
В Великую Отечественную войну семнадцатилентний Иван работал слесарем на Нефтегорских промыслах (ныне г. Хадыженск Краснодарского края). В июне 1942 года призыван Ново-Леушковский РВК, Краснодарский край, Ново-Леушковский район.
В Действующей армии с сентября 1942 года.
Боевой путь начал в отдельном парашютно-десантном батальоне. В феврале-марте 1943 года высаживался на Малую землю, участвовал в освобождении города Новороссийск. В этих боях исполнял обязанности связного. Под огнем противника вовремя доставлял все донесения и приказания, что обеспечивало правильное управления боем. В одном из боев первым поднялся в атаку, огнем из противотанкового ружья подавил пулеметную точку, вынес с поля боя раненого командира батальона. Награжден орденом Красной Звезды(21.10.1943).
В ноябре 1943 красноармеец Никонов пять раз высаживался на Керченский полуостров (Крым) для ведения разведки и добывал ценные сведения. 

### Орден Славы III степени
В боях при прорыве обороны противника на Керченском полуострове и преследовании его в Крыму действовал как мотоциклист(17.01.1944).
10 января 1944 года при высадке десанта, в боях по расширению плацдарма и захвата высоты 164,5 (3,5 км севернее населенного пункта Булганак, Крым) был связным командира роты, успешно действовал в разведке. 10 января выявил расположение всех огневых точек противника, вступив в бой с группой гитлеровцев, лично уничтожил двоих. 11 января, спасая командира роты, уничтожил 7 вражеских солдат, затем в срок доставил донесение(17.01.1944).
Приказом по войскам Отдельной Приморской армии от 17 января 1944 года (№114/н) красноармеец Никонов Иван Иванович награжден орденом Славы 3-й степени(17.01.1944).

### Орден Славы II степени
11 апреля 1944 года близ совхоза «Мариенталь» (22 км юго-западнее города Керчь) красноармеец Никонов на мотоцикле проскочил вдоль линии обороны противника, вызвав огонь на себя, чем содействовал вскрытию вражеской системы огня. Наша артиллерия быстро подлавила все обнаруженные огневые точки, обеспечив продвижение передовых частей. В районе города Старый Крым (Кировский район), находясь в дозоре, первым установил связь с партизанами, предупредил их о наступлении наших войск(17.01.1944). 
13 апреля у города Карасубазар (ныне город Белогорск, Крым) обнаружил скопление войск противника, в уличных боях сразил 4 гитлеровцев и захватил ценные документы. Оказал первую медицинскую помощь раненому командиру роты и вынес его с поля боя. Своими дерзкими действиями посеял панику среди солдат врага и принудил к сдаче в плен большую группу румынских солдат.
Приказом по войскам Отдельной Приморской армии от 26 мая 1944 года (№317/н) красноармеец Никонов Иван Иванович награжден орденом Славы 2-й степени.

### Орден Славы I степени
После завершении боев за Крым и короткого отдыха рота был передана в состав 2-го украинского фронта. На завершающем этапе войны в боях на территории Чехословакии старшина Никонов командовал отделением разведки той же роты(17.01.1944).
В ночь на 10 апреля 1945 года старшина Никонов командуя бойцами, внезапной атакой разгромил вражеский гарнизон в населенном пункте Липтовски Трновец (Жилинский край, Словакия). Развивая наступление во главе отделения на двух автомобилях ворвался в город Галич (Банскобистрицкий край, Словакия), подавил 2 вражеские огневые точки, чем содействовал успеху стрелковых подразделений при освобождении города. 26 апреля с бойцами отделения на бронемашинах проник в тыл врага, захватил автомобильный мост на шоссе и удерживал его до подхода стрелковых частей, что позволило нашим войскам ворваться в город Брно (Словакия)(17.01.1944). За эти бои был представлен к награждению орденом Славы 1-й степени..
Указом Президиума Верховного Совета СССР от 15 мая 1946 года старшина Никонов Иван Иванович награжден орденом Славы 1-й степени. Стал полным кавалером ордена Славы.

### Орден Красного Знамени
После окончания боев в Европе со своей частью убыл на Дальний Восток. Во время боев с японскими милитаристами 9-я отдельная Керченская моторизованная разведывательная рота выполняла задания разведывательного отдела штаба Забайкальского фонта. В августе 1945 года старшина Никонов участвовал в занятии города Чанчунь (провинция Гири, Китай). Сопровождал парламентеров, умело руководил группой при разоружении взятии в плен гарнизона города. Награжден орденом Красного Знамени(09.09.1945).

### После войны
В 1945 г. демобилизован. Вернулся на родину. Работал дежурным по станциям Тихонькая, Леушковская, диспетчером в Тихорецком отделении Северо-Кавказской железной дороги. В 1959 г. окончил Днепропетровский железнодорожный техникум. Работал инженером на железнодорожной станции в г. Кропоткин. 
С 1966 года жил в городе Кропоткин. Скончался 21 августа 1982 года. Согласно завещанию, похоронен на кладбище в станицы Новолеушковская.

## Награды
- Орден Красного Знамени (09.09.1945)[8]
- Орден Красной Звезды (21.10.1943)[4]
- Полный кавалер ордена Славы:
  - орден Славы I степени (15.05.1946)[7];
  - орден Славы II степени (26.05.1944)[6];
  - орден Славы III степени (17.01.1944)[5];
- медали, в том числе:
  - «За оборону Кавказ» (1944)
  - «В ознаменование 100-летия со дня рождения Владимира Ильича Ленина» (6 апреля 1970)
  - «За победу над Германией» (9 мая 1945[9])
  - «За освобождение Праги» (9.6.1945)
  - «За победу над Японией» (9.9.1945)
  - «20 лет Победы в Великой Отечественной войне 1941—1945 гг.» (7 мая 1965[10])
  - «30 лет Победы в Великой Отечественной войне 1941—1945 гг.»[11]
  - «30 лет Советской Армии и Флота»[12]
  - «40 лет Вооружённых Сил СССР»[13]
  - «50 лет Вооружённых Сил СССР» (26 декабря 1967[14])
- Знак «25 лет победы в Великой Отечественной войне» (1970)

## Память
- На могиле установлен надгробный памятник.
- Его имя увековечено в Главном Храме Вооружённых сил России, и навсегда запечатлено на мемориале «Дорога памяти».
- На здании школы № 6 станицы Новолеушковская установлена мемориальная доска с его именем.